# Arquitectura de Teotihuacán

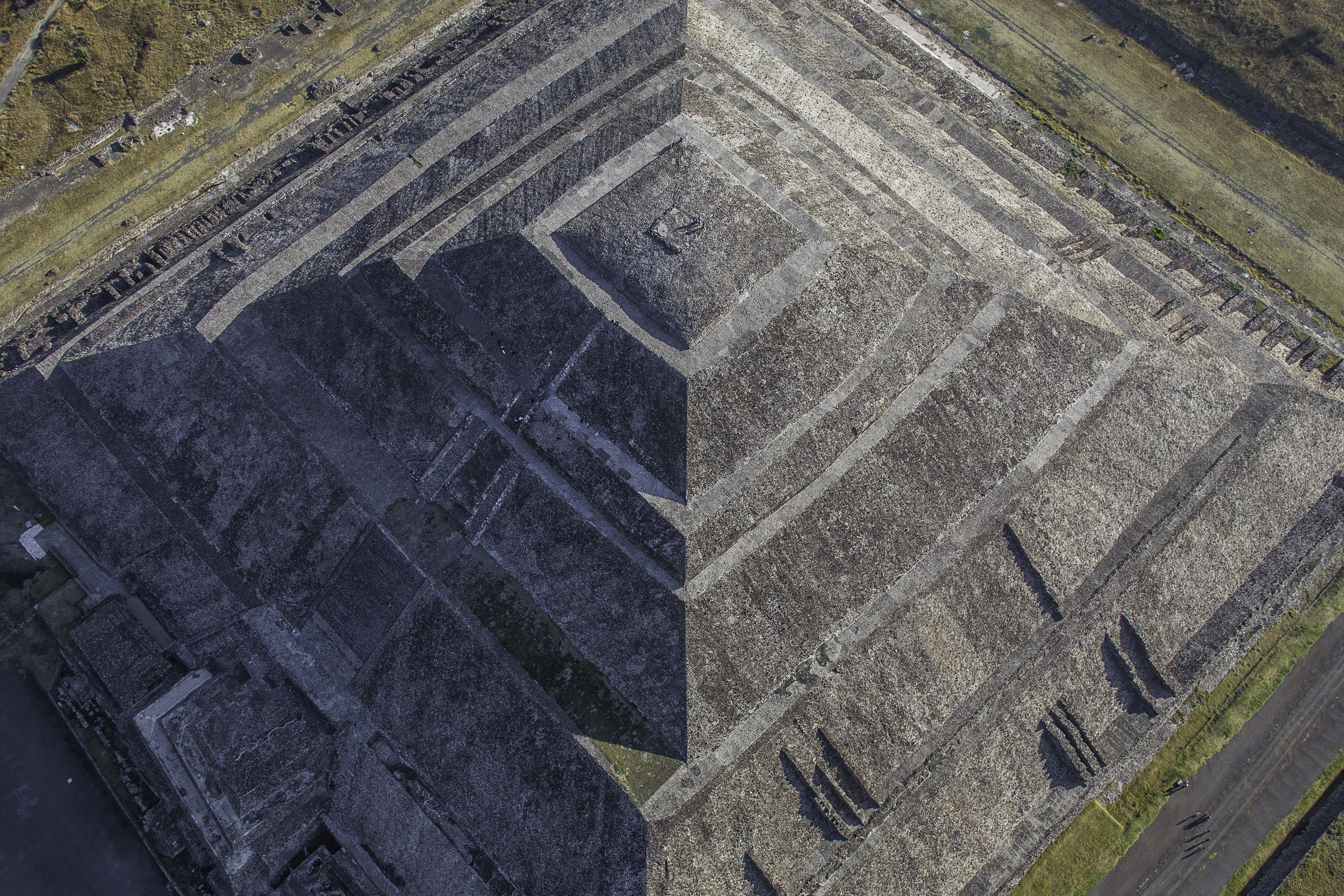
Pirámide del Sol, vista aérea.

En la arquitectura de Teotihuacán se emplearon las particularidades casuales propias de la pirámide que ya se conocían en Cuicuilco con la aplicación de una serie de plataformas que van achicándose conforme toman un nuevo casamiento ascendente (solo que en Cuicuilco se trata de un cono, mientras que aquí son pirámides). Así pues se comenzó a edificar siguiendo el tipo de vaina, es decir una serie de plataformas  por la penetración decrecientes con sus lados en talud. Más tarde se difundió el sistema constructivo de tablero sobre talud.
La arquitectura alcanzó el gusto por la geometría y por el saber científico de las matemáticas, empleando un canon especial y una orientación muy meditada. Se conseguía así un contraste muy especial de luces y sombras engalanado por la decoración pictórica y la escultura.
Los santuarios o templos que coronaban las pirámides no resistieron  el paso del tiempo; el estudio de arqueólogos e historiadores sobre las ruinas actuales hace suponer que eran edificios oscuros y estrechos, concebidos para ser contemplados y ser testigos de ceremonias religiosas, pero nunca para ser vividos. Sin embargo las estructuras de los edificios residenciales de los barrios de la periferia y del propio centro ceremonial, son diferentes, con un diseño pensado y adaptado a la medida y exigencias del hombre que los habitaba. Generalmente estas viviendas se desarrollaban en torno a un patio de nivel más bajo al que se  accedía bajando uno o más escalones. En las casas de los barrios de la periferia vivían grupos de personas que podían estar relacionados por lazos familiares o por lazos de trabajo. En los patios se han encontrado vestigios de altares ceremoniales destinados al culto religioso íntimo y privado.

## Materiales de construcción

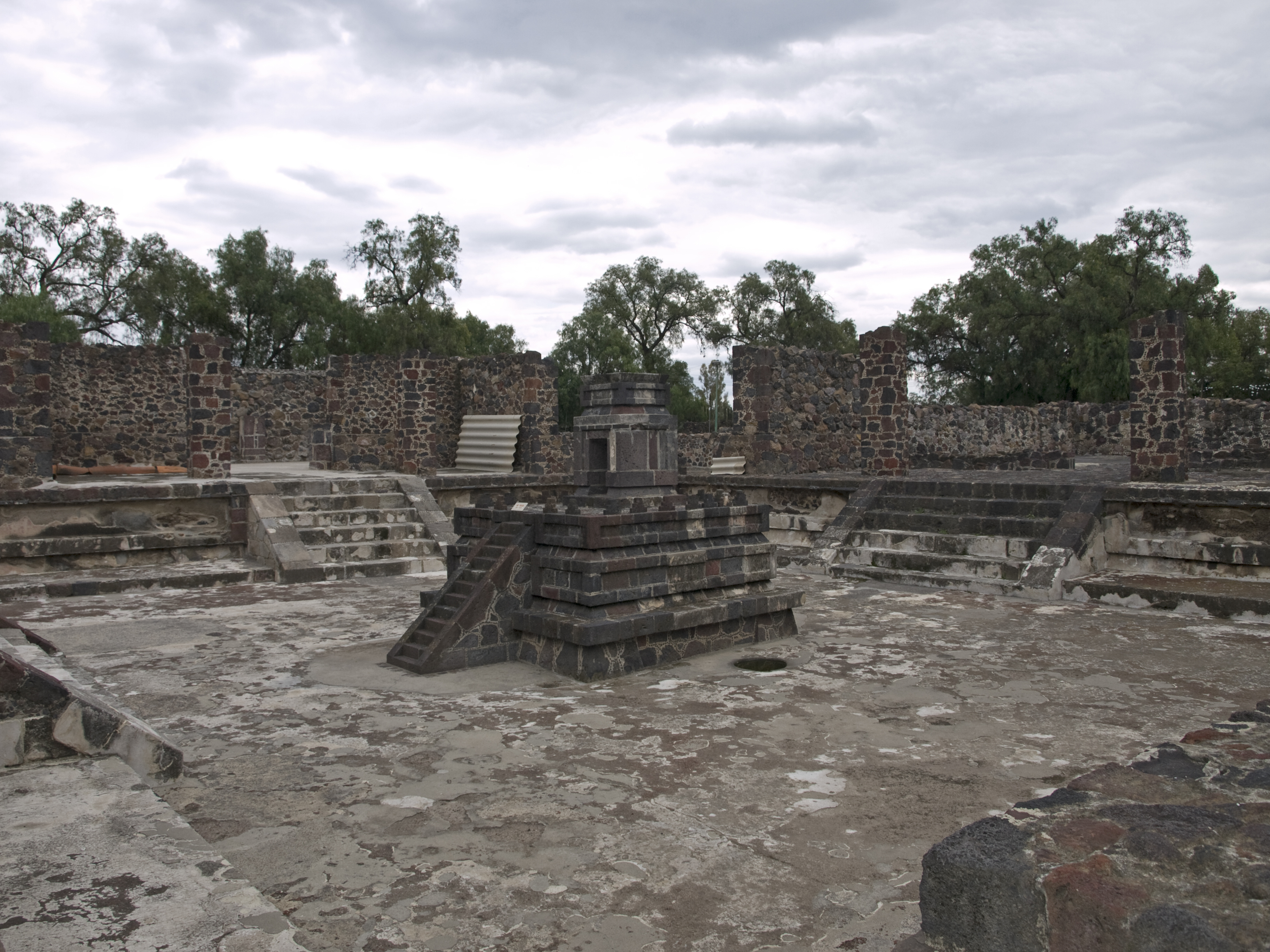
Palacio de Atetelco

Se utilizó el cemento teotihuacano formado por una mezcla de piedra volcánica molida y lodo para recubrir los edificios. Encima se daba una capa de enlucido de cal que recibía la ornamentación pictórica.
Tanto la cimentación como los basamentos estudiados en Atetelco fueron construidos con el llamado tepetate, una roca típica del subsuelo de la región.
El tezontle era un material de roca volcánica (muy abundante en el entorno de Teotihuacán), porosa y muy recia pero al mismo tiempo fácil de labrar, de color negro o rojizo.
La piedra se utilizaba en todas las construcciones y también se ha encontrado este material para fabricar los desagües de la ciudad, de sección rectangular, cubiertos por lajas. Se empleó la piedra para hacer los escalones de las escaleras y las cornisas.
Uno de los materiales más utilizados fue el adobe, no era tan resistente al tiempo y por lo tanto difícil de encontrar intacto al cabo de los siglos, pero que existe en los núcleos de algunos edificios.
La madera era muy utilizada para pilastras y jambas de las puertas (característico del Patio Pintado, edificio cuidadosamente estudiado). La madera llegó a ser imprescindible, tanto para la construcción como para el modo de vida pues era la energía propia de los hogares. Se utilizó en tales cantidades que llegaron a la desforestación. Algunos autores creen que éste fue quizás uno de los motivos de abandono de la ciudad.

## Fases de construcción
Existieron varios periodos en el desarrollo arquitectónico de la ciudad, es decir, distintas etapas de su evolución. El historiador y arqueólogo franco-americano René Millon, tras unas exhaustivas y completas investigaciones, elaboró en 1973 un mapa cronológico-geográfico —planteado del 7 al 14 de agosto de 1996 en la Mesa Redonda de la Sociedad Mexicana de Antropología— con las siguientes secuencias:
- Fase Tzacualli, alrededor del año 100. Construcción de las pirámides de la Luna y del Sol. Construcción de 23 templos en la calle de los Muertos. Ampliación de la pirámide del Sol.
- Fase Miccaotli, hacia el año 200. Penúltima estructura de la pirámide de la Luna. Parte superior de la pirámide del Sol y plataforma adosada. Templo de Quetzalcoatl. Construcción de la Ciudadela.
- Fase Tlamimilolpa, entre los años 300 y 400. Construcción de habitaciones de piedra y del Gran Conjunto. Construcción del templo de los Caracoles Emplumados. Se añade la plataforma al templo de Quetzalcoatl y se hace el mural de los Animales Mitológicos. Se construyen edificios principales en la calle de los Muertos. Se construye el palacio de Quetzalpapálotl. Se estructura el exterior de la pirámide de la Luna y la plaza de la Luna.
- Fase Metepec, entre los años 700 y 750. Los murales de más alta calidad artística y la mejor producción de cerámica pertenecen a esta fase.[6]